# Periodizzazione (esercizio coi pesi)
Nell'esercizio con sovraccarichi (resistance training), la periodizzazione (periodization) si riferisce alla sistematica variazione dei parametri e delle variabili dell'allenamento durante un programma di allenamento sul lungo termine. La periodizzazione è ampiamente usata nella progettazione di un allenamento coi pesi per evitare lo stallo nella progressione dei miglioramenti, l'eccesso di stress, il sovrallenamento e il rischio di infortuni, massimizzando i guadagni delle prestazioni e degli adattamenti e consentendo il recupero fisico.

## Storia
La periodizzazione è un approccio utilizzato nella programmazione di un allenamento con sovraccarichi che prevede un'alternanza ciclica e sistematica nella variazione dei principali parametri di allenamento, prevalentemente l'intensità (il carico sollevato come percentuale sul massimale) e il volume (carico x ripetizioni x serie). Le radici di questa particolare forma di programmazione sono da ritrovare nell'Europa dell'est attorno agli anni cinquanta, dove diversi allenatori, preparatori e scienziati dello sport dedicati alla preparazione di alcuni dei più grandi atleti del periodo, conclusero che non importasse quanto in forma fossero gli atleti, poiché il recupero e la prestazione avrebbero risentito di allenamenti troppo duri per periodi troppo protratti durante il periodo di preparazione. Questa squadra di specialisti venne portata ad ideare qualcosa di molto rivoluzionario nei programmi di allenamento per quell'epoca, al fine di ottimizzare la prestazione dei loro atleti. Questo sistema si fondava su diverse fasi di allenamento in cui venivano previsti periodi eseguiti ad alto volume e a bassa intensità, alternando questi cicli a fasi di allenamento a basso volume e ad alta intensità. Questo sistema di allenamento con i pesi iniziò a ricevere una maggiore attenzione solo tra la fine degli anni sessanta e la prima metà degli anni settanta, quando gli scienziati dello sport iniziarono a pubblicare i loro lavori. Fu in questo periodo che la periodizzazione venne definitivamente stabilita come concetto scientifico da ricercatori provenienti da paesi dell'Europa dell'est come Russia, Romania e Germania Est. Tra i principali nomi spiccano Leonid Matveyev, Nikolai Ozolin, ed altri, i quali permisero la diffusione del nuovo concetto anche Germania Occidentale en preparazione delle Olimpiadi di Monaco 1972 Negli Stati Uniti nello stesso periodo. Nel corso degli ultimi decenni, le diverse forme di periodizzazione hanno raggiunto una notevole popolarità, stabilendosi come i metodi predominanti nella programmazione degli allenamenti coi pesi a lungo termine.

## General Adaptation Syndrome (GAS) e sovrallenamento
Le radici teoriche di base della periodizzazione provengono dalla mente del noto medico austriaco di origini ungheresi Hans Selye, che per primo ha presentato la teoria della sindrome generale di adattamento (o GAS, dall'inglese General Adaptation Syndrome). Selye individuò una fonte di stress biologico denominato eustress, che consiste da una parte in un adattamento positivo nell'aumento della crescita muscolare e della forza, e da una parte in uno stato di distress, ovvero lo stress negativo che può provocare effetti avversi come danni tissutali, malattia e morte. La teoria di Selye suggerisce che il corpo si adatta all'allenamento in tre diverse fasi:
- Fase di allarme: questa rappresenta l'introduzione al programma di allenamento coi pesi ed è la prima reazione allo stimolo, in cui l'atleta sperimenta dolore e rigidità a causa dello shock e degli stress che gli esercizi hanno provocato sul corpo.
- Fase di resistenza o adattamento: in questa fase, dall'inizio del recupero il corpo si adatta alle richieste indotte dall'esercizio e viene sottoposto ad un processo di crescente rafforzamento che dà luogo ad un miglioramento della prestazione.
- Fase di esaurimento o affaticamento: questa fase rappresenta l'incapacità del corpo di continuare l'adattamento ad un determinato stimolo e viene causata da allenamenti troppo duri o troppo lunghi senza che venga concesso un recupero fisico sufficiente. Il sovrallenamento è un evento che indica l'espressione di quello che si potrebbe verificare nella terza fase del GAS se non si provvede a ridurre l'entità dello stimolo. Per evitare la fase di esaurimento del GAS, l'atleta deve sottoporsi ad un tipo di stimolo di allenamento differente.

Quindi è possibile concludere che qualsiasi sia la causa di uno stress intenso che turba l'organismo - in questo caso l'esercizio coi pesi - lo stesso avrà la tendenza a reagire con una sequenza preordinata di riposte al fine di ristabilire l'omeostasi o l'equilibrio interno. Un eccesso di fattori stressogeni porterà ad un eccesso di stress dai connotati negativi, mentre un'adeguata dose di stress porterà ad un adattamento all'ambiente. Dunque il concetto di periodizzazione si fonda sul principio del GAS con l'intento di evitare la fase di adattamento definitivo ad uno stimolo determinato con conseguente stallo e arresto dei progressi, così come l'eccesso di stress indotto da allenamenti troppo logoranti mantenuti per periodi prolungati, il quale culminerebbe nell'asaurimento fisico e nella sindrome da sovrallenamento (OTS). La OTS rappresenta, tra i vari fattori, il decremento della prestazione a lungo termine proprio a causa dell'aumento di alcuni parametri come l'intensità e/o il volume. Per tanto, uno dei principali obiettivi del periodizzazione è quello di evitare la sindrome da sovrallenamento, la quale coincide con la terza fase del GAS.
Nonostante questi propositi, alcuni autori (Stone et al., 1999) segnalano che un modello periodizzato possa prevedere anche una fase di overreaching. L’overreaching (o sovraffaticamento) può essere definito in altri termini come il "sovrallenamento a breve termine", il quale può essere più facilmente gestito e contenuto prima che possa degenerare nella vera e propria sindrome da sovrallenamento (OTS). A volte l’overreaching può essere il risultato di un microciclo (indicativamente una settimana) organizzato volutamente in maniera particolarmente intensa e stressante. Se l’overreaching risulta come un evento pianificato e il recupero è sufficiente, ciò porta ad un adattamento positivo e ad un miglioramento della prestazione. Se il modello di periodizzazione prevede una fase di overreaching pianificata, questa consiste in un sensibile aumento del volume o dell'intensità a breve termine (1-2 settimane) seguito da un ritorno al normale programma (periodizzazione in overreaching). In altri termini, l’overreaching organizzato può essere previsto come una sorta di microciclo o di breve mesociclo all'interno di un programma periodizzato per massimizzare i guadagni di una determinata qualità, il cui culmine sarebbe rappresentato dall'esasperazione a breve termine di una delle variabili necessarie a sviluppare questa stessa qualità muscolare specifica.

## Caratteristiche
La periodizzazione è un metodo organizzativo per la progettazione dei programmi di allenamento con sovraccarichi sul lungo termine. In altri termini si riferisce alla programmazione di un anno di allenamento dividendo questo periodo in diverse fasi di durata variabile che si distinguono nella differente impostazione dei diversi parametri di allenamento e nel relativo obiettivo specifico, ma che condividono anche più obiettivi comuni, ovvero la prevenzione del sovrallenamento, degli infortuni fisici e dello stallo nei progressi. È necessario segnalare come il concetto di periodizzazione sia stato definito in maniere differenti da diversi autori e non manchi di controversie nel suo riconoscimento. Essa viene definita da alcuni autori come "...un sensibile e ben pianificato approccio di allenamento, che massimizza i guadagni di allenamento e il miglioramento della prestazione." (Dawson, 1996). Altri la descrivono come "intenzionale sequenza di differenti componenti dell'allenamento (cicli e sessioni di allenamento a lungo, medio e breve termine) per l'ottenimento dello stato e dei risultati pianificati desiderati dall'atleta" (Issurin, 2003), o similmente, "...la periodizzazione è la sequenza predeterminata di sessioni di allenamento e competizioni." (Nadori e Granek, 1989). La periodizzazione è solitamente suddivisa in tre tipi di cicli:
- Microciclo (breve termine): dura indicativamente fino a 7 giorni.
- Mesociclo (medio termine): è un insieme di microcicli, e può variare da 2 settimane a un paio di mesi. Questo normalmente è orientato sullo sviluppo di una qualità specifica, e può essere ulteriormente classificato come preparazione, competizione, picco, e fase di transizione.
- Macrociclo (lungo termine): è l'insieme dei mesocicli e si riferisce al periodo di allenamento generale a lungo termine, rappresentando indicativamente un anno.

La periodizzazione rappresenta la manipolazione programmata delle diverse variabili e parametri di allenamento (come carico, serie e ripetizioni) per massimizzare gli adattamenti indotti dall'allenamento, prevenire l'insorgenza di sindrome da sovrallenamento (OTS) e prevenire gli infortuni. Alcuni documenti recenti ne suggeriscono l'applicazione anche nei programmi di riabilitazione. La periodizzazione fornisce numerose possibilità di impostazione e viene organizzata manipolando i diversi parametri di allenamento. Nonostante vengano solitamente citate solo intensità e volume, altre variabili potenzialmente manipolabili, in alcuni casi comunque connesse con i parametri citati, sono:
- numero o range di ripetizioni;
- ordine degli esercizi;
- numero di esercizi;
- numero di esercizi per gruppo muscolare;
- tipo di esercizi;
- numero di serie;
- carichi (intensità);
- tempi di recupero;
- tipi di contrazione (speed of movement);
- frequenza di allenamento;
- raggiungimento o non raggiungimento del cedimento muscolare;[31]
- stato nutrizionale;

Sebbene esistano alcune evidenze scientifiche contrarie sulla funzionalità della periodizzazione sul medio-breve termine (10-15 settimane), il più delle volte essa si è dimostrata necessaria o superiore ai programmi non periodizzati per lo sviluppo della forza massimale. In letteratura è stato ampiamente dimostrato che l'allenamento coi pesi periodizzato riesca a favorire un miglioramento dei risultati rispetto ai programmi non periodizzati. Inoltre potrebbe essere necessario un periodo abbastanza lungo per ciò che la periodizzazione risulti superiore ad un programma non periodizzato, in quanto è possibile che tempi minori non dimostrino differenze significative tra i due metodi. Una potenziale limitazione degli studi in ambito di periodizzazione è la durata limitata dei test, che normalmente si estende solo fino a 15 settimane o meno, quando invece un macrociclo raggiungerebbe i 12 mesi.
Fortemente radicata nella teoria Sindrome Generale di Adattamento (GAS) di Selye, la periodizzazione viene applicata per ottimizzare i principi di sovraccarico, secondo cui il sistema neuromuscolare si adatta ad un carico o uno stress inaspettato. Le principali variabili dell'allenamento coi pesi sono l'intensità, il volume e la frequenza; le interazioni di queste variabili determinano lo stimolo specifico. Per ciò che il sistema neuromuscolare si adatti al massimo carico di allenamento o allo stress, sono necessarie delle alterazioni del volume e dell'intensità. A causa delle richieste crescenti, il sistema neuromuscolare si adatta risultando in un aumento delle prestazioni muscolari. Se viene permesso al sistema di adattarsi ai fattori di stress senza una concomitante variazione del sovraccarico, non sono necessari ulteriori adattamenti, e il progresso nei risultati desiderati va incontro ad uno stallo. Concettualmente, la periodizzazione contribuisce ad evitare questo problema perché il carico sul sistema neuromuscolare è in continua evoluzione. Inoltre, la periodizzazione può essere utile grazie all'aggiunta di variazioni negli allenamenti, evitando così di andare incontro alla svogliatezza a causa di programmi di allenamento monotoni o lo stallo nei progressi, un evento riconosciuto come burnout.
La maggior parte delle persone presenta una distribuzione delle fibre muscolari che consiste approssimativamente nel 50% a contrazione lenta e nel 50% a contrazione rapida, anche se queste variano tra i soggetti, e anche all'interno del corpo del singolo individuo. Le caratteristiche fisiologiche e metaboliche delle fibre a contrazione lenta (tipo 1, adatte alla resistenza) e a contrazione rapida (tipo 2, adattate alla forza e all'esplosività), sono argomento comune in quasi tutti gli attuali testi di fisiologia dell'allenamento. Tuttavia, le spiegazioni fisiologiche per cui i programmi di periodizzazione funzionano così efficacemente stanno iniziando ad essere comprese dagli scienziati dell'esercizio solo negli ultimi anni. Una spiegazione accettata è che l'approccio di allenamento sistematico imposto dai programmi periodizzati fornisce un sovraccarico soddisfacente per specifici tipi di fibre muscolari permettendo ad altre fibre un recupero. Di conseguenza, il recupero fisico viene compreso nella progettazione di un programma di allenamento periodizzato. I cicli che alternano fasi ad alto volume e a bassa intensità con fasi a basso volume e ad alta intensità producono un adeguato stimolo e allo stesso tempo un adeguato recupero per i diversi tipi di fibre muscolari, minimizzando la possibilità di sperimentare la terza fase del GAS, ovvero quella dell'esaurimento, e quindi del sovrallenamento.

### Tipi di periodizzazione
Esistono diversi metodi di periodizzazione, tuttavia, a causa delle differenze di sesso, tipo di corporatura, composizione corporea, percentuali di fibre muscolari, età, salute, livello di forma fisica e genetica, può essere problematico riconoscere l'esistenza di un programma di periodizzazione ideale per tutti, considerando anche l'obiettivo specifico ricercato. Mentre la variazione di per sé gioca un ruolo importante nell'ottimizzazione dei miglioramenti correlati alle prestazioni, non tutti i programmi che includono una componente riguardante la variabilità forniscono risultati simili. In altre parole, la variazione casuale dei diversi parametri di allenamento senza un particolare criterio potrebbe non produrre i risultati desiderati, portando a credere che i programmi pianificati falliscano. Come sarà possibile verificare in seguito, la ricerca ha frequentemente paragonato diversi tipi di periodizzazione rilevando la superiorità di determinati modelli per alcuni scopi specifici. In questo senso si potrebbe presumere che per ogni obiettivo specifico esistano delle migliori forme di periodizzazione, sebbene ciò debba essere ulteriormente verificato e accertato dalla ricerca a causa di molteplici fattori condizionanti che rendono queste conclusioni non ancora definitive. I modelli di periodizzazione si dividono essenzialmente in tre grandi categorie:
- Periodizzazione lineare o classica (LP): descrive una progressione da lavoro ad alto volume e bassa intensità verso un minore volume ed intensità crescente durante i vari cicli[2].
- Periodizzazione non lineare o ondulata (NLP o UP): il volume e l'intensità di allenamento sono aumentate e diminuite su base regolare diversamente dal modello tradizionale[6].
- Periodizzazione lineare inversa (RLP): prevede un'inversione dei parametri rispetto alla versione classica, partendo dal basso volume ed alta intensità progredendo verso l'alto volume e la bassa intensità[44].
- Periodizzazione in blocco (BP): prevede l'uso di 3 o 4 mesocicli che vengono spezzati rispetto alla normale periodizzazione lineare, per evitare la perdita degli adattamenti ottenuti nei mesocicli precedenti.[27]

#### Periodizzazione lineare o classica (LP)
La periodizzazione lineare (LP, da linear periodization) o periodizzazione classica si compone partendo inizialmente da un alto volume e una bassa intensità. L'allenamento in periodizzazione lineare progredisce attraverso mesocicli o fasi programmate in cui il volume diminuisce mentre aumenta l'intensità in maniera progressiva. Questo stile di allenamento, proprio per il fatto di iniziare con basse intensità e alti volumi, viene suddiviso in diverse fasi consecutive a partire da endurance, ipertrofia, forza, potenza, e fasi di transizione, sebbene non sempre vengano previste tutte le fasi proposte. Basato normalmente su un periodo di tempo di 12 mesi, il programma viene definito come macrociclo, mentre le altre due categorizzazioni sono il mesocliclo (3-4 mesi) e il microciclo (1-4 settimane). Ogni mesociclo è rivolto ad un unico obiettivo. Il primo mesociclo potrebbe essere quello di endurance, durante il quale vengono previste basse intensità e alte ripetizioni, tra le 15-20, e l'obiettivo è quello di sviluppare la resistenza alla fatica. Segue il mesociclo di ipertrofia, in cui si assiste ad un aumento dell'intensità correlato a ripetizioni inferiori, attorno a 8-12, progettato per stimolare la crescita o il volume muscolare. Segue poi il mesociclo di forza che alza ulteriormente l'intensità abbassando le ripetizioni a 5-8. Infine il mesociclo di potenza, che mantiene alte intensità ma abbassa le ripetizioni a 1-5 ripetizioni. Per concludere, la fase di recupero o di scarico riduce il volume oppure impone un riposo totale. Questo tipo di periodizzazione è spesso definito come lo stile "classico" dell'allenamento periodizzato, creato in origine dallo scienziato russo Leonid Matveyev negli anni cinquanta, venne poi promosso da noti autori come Mike Stone e Tudor Bompa.

#### Periodizzazione non lineare o ondulata (NLP o UP)
La periodizzazione non lineare (NLP, da non-linear periodization) o periodizzazione ondulata (UP, da undulating periodization) è l'altro principale modello di periodizzazione, e la sua elaborazione è dovuta al contributo di professionisti come lo scienziato russo Yuri Verkhoshansky e il coach canadese Charles Poliquin. Piuttosto che impostare una progressione lineare aumentando e riducendo progressivamente le variabili, la NLP/UP varia il volume e l'intensità di allenamento (assieme ad altre variabili) in brevi periodi di tempo, e questo può verificarsi da allenamento ad allenamento o di settimana in settimana. In altri termini, il volume e l'intensità di allenamento sono aumentati e diminuiti su base regolare. Il metodo quindi si basa sul concetto che tali variabili vengono alterate con maggiore frequenza (giornaliera, settimanale, bisettimanale ecc) per consentire al sistema neuromuscolare più frequenti periodi di recupero, distinguendosi ampiamente dal metodo tradizionale in cui l'intensità aumenta e il volume diminuisce progressivamente con l'avanzare le mesociclo. Le fasi specifiche sono molto più brevi, fornendo più frequenti cambiamenti di stimolo che possono essere altamente favorevoli per i guadagni della forza e dell'ipertrofia. Diversamente dal tradizionale modello lineare, la NLP/UP coniuga in un breve ciclo (anche nell'arco di una sola settimana) allenamenti volti allo sviluppo di due o più qualità che devono essere sviluppate, come ad esempio la potenza e l'ipertrofia. Esistono poi ulteriori sottocategorie di periodizzazione ondulata: Kraemer e Fleck hanno ampliato il concetto di NLP includendo la periodizzazione non lineare pianificata (PNLP, planned non-linear periodization) o flessibile (FNLP, flexible non-linear periodization), mentre altri ricercatori facevano una distinzione tra periodizzazione ondulata giornaliera (DUP, daily undulating periodization) o ondulata settimanale (WUP, weekly undulating periodization).
- Periodizzazione non lineare giornaliera (DUP): permette di modificare le variabili su base giornaliera all'interno di un microciclo.
- Periodizzazione non lineare settimanale (WUP): permette di modificare le variabili su base settimanale (una, due, tre o più settimane) nel macrociclo.
- Periodizzazione non lineare pianificata (PNUP): segue schemi pre-programmati che verranno rispettati durante l'intero macrociclo.
- Periodizzazione non lineare flessibile (FNUP): consente di regolare la pianificazione senza una pre-programmazione a lungo termine, ma variando in base allo stato dell'atleta.

#### Periodizzazione lineare inversa (RLP)
La periodizzazione lineare inversa (RLP, da reverse linear periodization), è un modello meno comune in origine testato in una ricerca condotta da Rhea et al. (2003). Questo consiste essenzialmente nell'invertire i principi della periodizzazione lineare classica (LP). In questo modello, si parte con allenamenti ad alta intensità e basso volume, per poi ridurre gradualmente l'intensità aumentando il volume durante la progressione del programma nel mesociclo. Sebbene meno diffuso rispetto alla periodizzazione lineare classica, proprio lo studio che per primo la sperimentò ne dimostrò una maggiore efficacia per migliorare la prestazione di endurance muscolare locale rispetto alla lineare classica o a quella ondulata, mentre ha dimostrato di favorire uno sviluppo inferiore della forza e del miglioramento della composizione corporea.

#### Periodizzazione in overreaching
La periodizzazione in overreaching è una forma poco conosciuta di periodizzazione descritta da Stone et al. (1999). Più che un modello di periodizzazione, si tratta di una particolare fase a breve termine che non condiziona il modello di per sé, ma che prevede semplicemente un overreaching pianificato al suo interno. Per tanto questa modalità potrebbe ipoteticamente essere introdotta all'interno dei tre modelli sopra descritti. Questa consiste nell'organizzare periodicamente una fase a breve termine, della durata di 1 o 2 settimane, in cui vengono aumentati sensibilimente il volume o l'intensità, per poi tornare al normale programma di allenamento. Questo potrebbe rappresentare l'esasperazione di una variabile che in quel dato periodo risulta già enfatizzata. Questo modello è usato principalmente da atleti esperti, che più possono beneficiare di un periodo di overreaching pianificato.

### La ricerca
La ricerca nel campo della periodizzazione si è concentrata principalmente sulla variazione del volume (ripetizioni totali per allenamento o ripetizioni totali x massa sollevata) e dell'intensità (% 1RM) di allenamento. Anche se i meccanismi fisiologici di base che spiegano le differenze tra i programmi periodizzati e non periodizzati deve essere ancora pienamente approfondita e chiarita, gli effetti sugli adattamenti neurali ed evitare il sovrallenamento sono stati suggeriti più volte come possibili fattori influenti.
La maggior parte degli studi comparativi in cui veniva stabilita la differenza tra i programmi periodizzati e non, ha dimostrato da tempo la superiorità dei programmi periodizzati su quelli non periodizzati in termini di maggiori guadagni della forza, miglioramenti della composizione corporea e delle abilità motorie. In queste indagini, i programmi sono stati valutati in base alle variazioni nella forza e potenza, come il massimale (1-RM) su panca e squat, la potenza nel salto verticale e in altezza, e gli sprint su cicloergometro. Gli studi possono variare nella durata da 7 a 24 settimane. Normalmente questi studi dimostrano che, anche nel corso di un periodo relativamente breve di tempo (la durata di un mesociclo), possono essere ottenuti miglioramenti significativamente maggiori tramite la variazione sistematica del volume e dell'intensità rispetto ai programmi non periodizzati con serie e ripetizioni costanti (ovvero le classiche 3 serie da 10 ripetizioni). In due studi separati, i gruppi testarono un programma basato su monoserie a cedimento confrontandolo con un gruppo che sperimentava l'allenamento periodizzato. Entrambi i metodi hanno comportato miglioramenti in misure di forza e di potenza nel periodo di allenamento. Tuttavia, il gruppo periodizzato dimostrò incrementi significativamente maggiori rispetto al gruppo monoserie. Un punto che può essere discusso nell'interpretazione di questi risultati è la maggiore quantità di volume di allenamento (ripetizioni, serie e carico totale sollevato) nei programmi periodizzati, che può spiegare le differenze nei guadagni delle prestazioni tra i due gruppi. Ad ogni modo questi risultati possono fornire una delle tante prove scientifiche a sostegno dell'uso dei programmi periodizzati e basati su serie multiple, che continua ad essere oggetto di dibattito tra i professionisti del fitness. Per approfondire l'effetto dell'influenza del volume di allenamento totale, programmi lineari a serie multiple (ripetizioni e serie costanti) sono stati confrontati con i programmi periodizzati classici (diminuzione del volume e aumento dell'intensità nel tempo). Nella maggior parte dei casi, i programmi basati sulla periodizzazione consentirono di ottenere miglioramenti significativamente maggiori in termini di performance. Pertanto, esistono abbastanza prove scientifiche per sostenere un'appropriata manipolazione del volume e dell'intensità.

### Conclusioni e considerazioni pratiche
Il principio della periodizzazione, quindi la periodica e regolare variazione pianificata degli stimoli e dei parametri di allenamento, è stato da tempo riconosciuto come un metodo superiore ai programmi non periodizzati o casuali per lo sviluppo dei guadagni in termini di prestazioni, adattamenti, sviluppo della massa muscolare e un generale miglioramento della composizione corporea. Questa realtà, originata dagli anni cinquanta e accettata definitivamente dal mondo scientifico e sportivo a partire dagli anni settanta, è oggi applicata con criterio da preparatori atletici, allenatori, personal trainer e atleti.
Ridurre il volume di allenamento prima della gara, programmare periodi di riposo attivo, e introdurre periodi rivolti agli allenamenti di potenza e di forza per stimolare l'attivazione di diversi sistemi energetici, sono tutte variazioni mirate a sfruttare la Sindrome Generale di Adattamento (GAS). Nelle linee guida per il miglioramento delle prestazioni esistono ulteriori variabili qualitative come la motivazione, l'adesione ed il consenso nell'affrontare un piano di allenamento, fattori che non possono essere sottovalutati come determinanti per il successo di qualsiasi programma. Per esempio, Stone et al. (1999) sostiene che il livello di non adesione ad un programma senza variazioni è attribuibile alla monotonia e la noia tipiche di questo tipo di approccio. Possono esistere quindi fattori psicologici che influenzano ulteriormente la qualità e la quantità del lavoro svolto durante l'allenamento. Anche se la ricerca in ambito di periodizzazione si concentra sull'effetto della variazione del volume e dell'intensità, dovrebbe essere chiaro che queste non sono le uniche variabili che determinano gli adattamenti indotti dall'allenamento. Oltre ad offrire stimoli ed adattamenti differenti e complementari, che si concretizzano in una generale maggiore efficacia dei programmi nel lungo termine, la periodizzazione offre anche vantaggi psicologici legati alla motivazione e all'adesione a svolgere gli allenamenti.

### Paragone tra modelli di periodizzazione: la ricerca
I diversi modelli di periodizzazione sono stati spesso comparati per stabilire quali potessero rivelarsi più produttivi per lo sviluppo degli adattamenti, della prestazione del miglioramento della composizione corporea o dei guadagni muscolari.
Baker et al.(1994) confrontarono l'efficacia di 3 modelli di organizzazione, ovvero 2 modelli di periodizzazione (lineare e non lineare) e un programma non periodizzato, sulla forza massimale e sul salto verticale in 22 uomini allenati eseguendo un programma di allenamento di 12 settimane per 3 giorni a settimana. In un ciclo di allenamento di breve durata, la periodizzazione lineare provocò gli stessi guadagni di quella ondulata. Inoltre, i meccanismi che contribuirono allo sviluppo di forza e potenza erano diversi. I miglioramenti nella forza massimale non necessariamente equivalgono ai miglioramenti nelle attività di potenza come il salto, evidenziando chiaramente la specificità dell'allenamento.
Rhea et al. (2002) paragonarono gli effetti della periodizzazione lineare o ondulata sullo sviluppo della forza. L'allenamento includeva 3 serie di panca e leg press, 3 giorni a settimana per 12 settimane. Il gruppo lineare variò l'intensità alle settimane 4 e 8, mentre il gruppo ondulato lo variava su base giornaliera (lunedì, mercoledì e venerdì). Entrambi i gruppi svilupparono una forza maggiore, ma il gruppo ondulato ottenne miglioramenti maggiori.
L'anno successivo, la stessa équipe fronteggiata da Rhea et al. (2003) confrontò la periodizzazione lineare, ondulata, e lineare inversa, per verificare le differenze nello sviluppo della resistenza muscolare locale. I 3 modelli presentavano un volume e un'intensità equiparate. I partecipanti eseguirono 3 serie di leg extension 2 giorni a settimana. Il gruppo lineare eseguì serie da 25 RM, 20 RM, e 15 RM, cambiando ogni 5 settimane. Il gruppo lineare inverso progredì esattamente in ordine inverso. Il gruppo ondulato cambiò variabili ad ogni allenamento: 25 RM, 20 RM, e 15 RM, ripetuti per le 15 settimane. Tutti e 3 i modelli aumentarono la resistenza muscolare locale, ma il gruppo lineare inverso dimostrò miglioramenti rispetto agli altri.
Buford et al. (2007) confrontarono dei modelli di periodizzazione nel corso di un programma di allenamento di 9 settimane con un volume equiparato e intensità per forza. Essi confrontarono la periodizzazione lineare, l’ondulata giornaliera, e l’ondulata settimanale. Il programma di allenamento per ciascun gruppo durò di 9 settimane, con una frequenza di 3 volte a settimana. Gli atleti sono stati testati a 4 settimane per regolare il loro 1-RM. Cinque settimane dopo, sono stati testati nuovamente per confrontare i risultati. Anche se tutti e 3 i gruppi hanno migliorato forza, non venne rilevata alcuna differenza significativa tra i gruppi.
Kok et al. (2009) compararono i modelli di periodizzazione lineare e ondulata sui guadagni della forza su donne non allenate. Venti donne vennero sottoposte ad un periodo di condizionamento di 3 settimane per stabilire il 1-RM sullo squat e sulla panca piana prima di venire assegnate in maniera casuale nei gruppi di periodizzazione lineare e ondulato per 9 settimane, allenandosi 3 volte a settimana. Prima dell'inizio, e durante il programma, ogni 3 settimane, vennero misurate la forza massima, la potenza, la massa corporea, la circonferenza degli arti e la sezione trasversale del muscolo. Entrambi i gruppi migliorarono la forza e la potenza, la circonferenza degli arti. Anche la sezione trasversale (ipertrofia) aumentò in entrambi i gruppi. Il confronto tra le periodizzazione lineare e ondulata con volume e intensità pareggiati suggerì che entrambi i programmi erano egualmente efficaci per migliorare la forza e la potenza in donne attive ma non allenate.
Hoffman et al. (2009) confrontarono i modelli di periodizzazione su giocatori di football americano, tra cui un gruppo non periodizzato, un gruppo in periodizzazione lineare, e un gruppo in periodizzazione ondulata pianificata. Tutti gli atleti parteciparono ad un programma di condizionamento fuori stagione di 15 settimane. Non venne rilevata alcuna differenza significativa nella forza e potenza tra i gruppi.
Prestes et al. (2009) compararono la periodizzazione lineare con la lineare inversa per determinare gli effetti sulla forza massimale e sulla composizione corporea in donne allenate usando carichi tra le 4 e le 12 RM. Questo studio fu il primo ad esaminare intensità così elevate. Gli atleti si allenarono per 12 settimane con ognuno di questi modelli di periodizzazione. Il gruppo lineare aumentò il carico ogni 1-4 settimane, riducendo il volume. Quindi, ogni settimana l'intensità aumentava per il gruppo lineare e diminuiva nel gruppo lineare inverso. Il recupero venne attuato diminuendo il carico a 12 RM al 4°, 8°, e 12ª settimana, nonché diminuendo la loro frequenza da 3 a 2 sessioni a settimana. Sia la periodizzazione lineare che lineare inversa favorirono un aumento della forza massimale per la parte superiore e inferiore del corpo. Tuttavia la periodizzazione lineare favorì una maggiore forza massima rispetto a quella inversa. Il gruppo lineare dimostrò miglioramenti della composizione corporea, riducendo il grasso corporeo e aumentando la massa magra, cosa che non venne osservata nel gruppo inverso. In questo studio venne quindi dimostrato che, rispetto alla periodizzazione lineare inversa, quella classica porta ad effetti più positivi sulla composizione corporea e sulla forza massima quando l'intensità è compresa tra 4 e 14 RM.
In un altro studio di Prestes et al. (2009) venne confrontata la periodizzazione lineare con i modello ondulato giornaliero per verificare le differenze nella composizione corporea e nella forza massima in un programma di 12 settimane. Quaranta uomini giovani (età media 21 anni) con u minimo di 1 anno di esperienza con i pesi vennero distribuiti nei due gruppi. Al termine del periodo venne osservato che la periodizzazione ondulata giornaliera produceva un maggiore guadagno di forza massima rispetto al modello lineare in soggetti allenati.
Negli studi di Prestes è necessario fare una segnalazione relativa ad una controversia sulle definizioni dei modelli di periodizzazione. Ciò in quanto nelle ricerche in questione le variazioni di intensità e volume avvenivano su base settimanale, rientrando più facilmente nel modello ondulato settimanale piuttosto che in quello lineare classico. Nella periodizzazione lineare classica, le variazioni di volume e intensità non sono così frequenti, e variano nell'arco dei mesocicli e non dei microcicli, quindi si potrebbe concludere che i modelli presentati nelle ricerche di Prestes facciano più correttamente riferimento alla periodizzazione ondulata settimanale con progressione lineare.
Jimenez e Paz (2011) analizzarono gli effetti del modello lineare e ondulato sulla forza muscolare della parte inferiore del corpo su soggetti anziani. Un gruppo di anziani fisicamente attivi ma non allenati coi pesi venne diviso in tre gruppi, tra cui uno in periodizzazione lineare, uno ondulata e uno di controllo. I soggetti dei gruppi periodizzati, di età non superiore ai 65 anni, parteciparono ad un programma di allenamento coi pesi di 12 settimane svolgendo 2 sessioni a settimana. Al termine del periodo di studio, vennero rilevati simili valori nello sviluppo della forza e della potenza tra i due gruppi diversamente dal gruppo di controllo. I risultati suggerirono che i modelli periodizzati sono efficaci per migliorare la forza e la potenza nella popolazione anziana. Tuttavia, il fatto che vennero ottenuti risultati simili tra i gruppi fece concludere che fossero necessarie più ricerche. Il fatto che lo studio fosse stato rivolto alla popolazione anziana per altro può non rappresentare una condizione di valutazione ideale per gli atleti o per i soggetti giovani dediti all'esercizio coi pesi.
Miranda et al. (2011) paragonarono la periodizzazione lineare e quella ondulata giornaliera testando carichi corrispondenti a 1-RM e 8-RM. Venti soggetti allenati vennero assegnati in uno dei due gruppi in maniera casuale. Dopo 12 settimane, i guadagni di forza risultarono simili, ma il gruppo che seguiva il modello ondulato giornaliero ottenne una maggiore risposta all'ipertrofia in tutti i gruppi muscolari allenati.
Simão et al. (2012) paragonarono gli effetti della periodizzazione lineare e ondulata sull'ipertrofia muscolare e sulla forza. Trenta uomini allenati vennero distribuiti in 3 gruppi, lineare, ondulato e di controllo. Il programma ondulato variava l'allenamento bisettimanalmente durante le settimane 1-6, e su base giornaliera durante le settimane 7-12. Il programma lineare seguiva un modello in cui l'intensità e il volume variavano ogni 4 settimane. Entrambi i modelli di periodizzazione favorirono un aumento della forza e dell'ipertrofia muscolare, ma il modello ondulato favorì maggiori miglioramenti rispetto a quello lineare.
Spineti et al. (2013) paragonarono gli effetti dei modelli di periodizzazione ondulata (giornaliera) o lineare sullo sviluppo della forza e dell'ipertrofia su 4 esercizi: curl per bicipiti, estensioni per tricipiti, lat machine e panca piana. Ventinove uomini allenati con i pesi vennero divisi a random in 3 gruppi: gruppo ondulato, lineare, e di controllo (non si allenava). Gli scienziati misurarono le differenze nelle prestazioni di forza massima, forza isometrica e volume muscolare prima e dopo le 12 settimane di studio. I soggetti che seguivano il modello ondulato variavano il volume e l'intensità su base giornaliera, mentre quelli del modello lineare li variavano ogni 4 settimane. I risultati dello studio indicarono che il gruppo ondulato ottenne maggiore forza sul curl per bicipiti e sulle estensioni per tricipiti, e una maggiore ipertrofia dei bicipiti e tricipiti. Ma non vennero osservate differenze significative nella panca piana e nella lat machine, le quali venivano svolte nell'ultima parte della sessione. I ricercatori conclusero che entrambi i modelli di periodizzazione fossero efficienti per migliorare i guadagni di forza e di ipertrofia. Tuttavia, la periodizzazione ondulata promuoveva maggiori guadagni di forza e ipertrofia rispetto alla lineare per gli esercizi che venivano svolti all'inizio della sessione.

#### Conclusioni
Sulla base dei risultati forniti dalle ricerche in cui sono state paragonate diverse forme di periodizzazione, emergono dei risultati in alcuni casi contrastanti. Ciò può essere dovuto alle numerose variabili, alle specialità degli atleti, al grado di allenamento dei soggetti, al sesso, alle modalità di periodizzazione specifiche, ai carichi e ai volumi specifici, alla frequenza, alla durata dei cicli, alla durata degli studi e in generale a diversi disegni di studio. Come già accennato, potrebbe dover trascorrere un periodo adeguatamente lungo per ciò che la periodizzazione risulti superiore ad un programma non periodizzato. Ciò potrebbe significare che anche paragonando due o più modelli di periodizzazione nell'arco di periodi di tempo relativamente brevi (come 12-15 settimane), i risultati non risultino necessariamente attendibili. Nelle ricerche in cui non sono state rilevate differenze tra modelli di periodizzazione nei guadagni e nei progressi fisici, il periodo in cui si estendevano questi studi non superava le 12 settimane, e questo potrebbe sollevare qualche dubbio sul fatto che tali conclusioni possano risultare valide anche a lungo termine. Tuttavia, normalmente le analisi sui programmi periodizzati raggiungono periodi di 15 settimane al massimo. Ciò che comunque può essere notato, è che diverse forme di periodizzazione possono potenzialmente fornire dei guadagni diversi verso un maggiore sviluppo di diverse qualità muscolari.
Le due forme di periodizzazione più comuni, cioè la lineare e l'ondulata, in alcuni casi hanno provocato miglioramenti della forza simili, mentre altre volte il modello ondulato si è rivelato superiore al lineare per questo scopo. Anche per quanto riguarda la potenza, i modelli lineare e ondulato non hanno dato risultati significativamente differenti. In termini di endurance muscolare locale, la periodizzazione lineare inversa sembra aver favorito tra tutte risultati superiori alla lineare classica e all'ondulata. In termini di miglioramento della composizione corporea (guadagno massa magra e riduzione massa grassa) la periodizzazione lineare (settimanale) si è presentata superiore alla periodizzazione lineare inversa (settimanale). Per concludere, l'ipertrofia muscolare sembra aver risposto meglio al programma periodizzato ondulato rispetto a quello lineare, altre volte i due programmi hanno fornito risultati simili, ma il lineare ha provocato risultati superiori al lineare inverso. Come può essere notato, alcuni risultati sono controversi, lasciando intendere che queste constatazioni non siano necessariamente definitive. Ad esempio, analisi recenti hanno mostrato che la periodizzazione ondulata giornaliera possa essere superiore alla periodizzazione lineare per lo sviluppo di forza e ipertrofia solo nei primi esercizi svolti nelle sessioni. Tuttavia questi dati possono contribuire a delineare uno scenario più chiaro e preciso sulle potenziali utilità dei diversi metodi di periodizzazione esistenti, al fine di poter selezionare la modalità teoricamente più idonea per lo sviluppo di una determinata qualità o adattamento muscolare.
In sintesi:
- Forza massimale: per un maggiore sviluppo della forza, sembra che il modello ondulato sia simile o superiore al modello lineare, che a sua volta è superiore al lineare inverso.
- Potenza muscolare: per la potenza muscolare, sembra che i modelli lineare e ondulato siano altrettanto efficaci.
- Endurance muscolare: per un maggiore sviluppo dell'endurance muscolare, sembra che il modello lineare inverso sia superiore al lineare classico e all'ondulato.
- Ipertrofia/massa magra/composizione corporea: per i maggiori guadagni di ipertrofia, guadagni di massa magra e miglioramenti della composizione corporea, pare che il programma ondulato sia superiore a quello lineare, anche se non in tutti casi, e sua volta il lineare è superiore al lineare inverso.

## Esempi di periodizzazione

### Linee guida parametri per obiettivo specifico[6]
Variabili:
- Serie:
- Ripetizioni:
- Settimane:

Ipertrofia:
- 1-5
- 9-12
- 2-3

Forza/Ipertrofia:
- 1-5
- 6-8
- 2-3

Forza:
- 1-5
- 1-5
- 2-3

Transizione:
- 1-2
- 13-20
- 1-2

*nell'esempio non sono riportati i modelli per l'endurance e la potenza, modalità solitamente incluse in un programma periodizzato.

### Comparazione tra 3 modelli di periodizzazione
Settimane:
- Lineare (LP):
- Non lineare (NLP):*
- Inversa (RLP):

1-3 settimane:
- 3 × 10 RM
- 3 × 10 RM
- 8 × 1 RM

4-6 settimane:
- 4 × 6 RM
- 4 × 6 RM
- 6 × 2 RM

7-9 settimane:
- 5 × 3 RM
- 3 × 8 RM
- 5 × 3 RM

10-12 settimane:
- 6 × 2 RM
- 4 × 3 RM
- 4 × 6 RM

13-15 settimane:
- 8 × 1 RM
- 4 × 5 RM
- 3 × 10 RM

*si tratta più precisamente del modello di Periodizzazione non lineare settimanale (WUP) con variazione trisettimanale.

### Modello di periodizzazione classica[8]
Mesociclo:
- Ipertrofia
- Forza
- Forza/Potenza
- Picco

Serie (volume):
- 3-5
- 3-5
- 3-5
- 3-5

Ripetizioni:
- 8-12
- 6-8
- 4-6
- 2-4

% 1-RM (intensità):
- 60-75% (10-20-RM)
- 80-85% (6-8-RM)
- 85-90% (2-6-RM)
- >90% (1-4 RM)

### Modello di periodizzazione ondulata giornaliera[8]
Microciclo:
- Giorno A: Ipertrofia
- Giorno B: Forza
- Giorno C: Endurance

Serie:
- 3-4
- 4-5
- 3-4

Ripetizioni massime (RM):
- 8-10 RM
- 3-5 RM
- 12-15 RM

Tempi di recupero:
- 2 min.
- 3-4 min.
- 1 min.

### Modello di periodizzazione ondulata giornaliera sul medio termine[13]
Settimana 1:
- All. A: 2-4 serie × 3-5 rip.
- All. B: 2-4 serie × 8-10 rip.
- All. A: 2-4 serie × 12-15 rip.

Settimana 2:
- All. B: 2-4 serie × 12-15 rip.
- All. A: 2-4 serie × 8-10 rip.
- All. B: 2-4 serie × 3-5 rip.

Settimana 3:
- All. A: 2-4 serie × 3-5 rip.
- All. B: 2-4 serie × 12-15 rip.
- All. A: 2-4 serie × 8-10 rip.

Settimana 4:
- All. B: 2-4 serie × 8-10 rip.
- All. A: 2-4 serie × 12-15 rip.
- All. B: 2-4 serie × 3-5 rip.

### Modello di periodizzazione ondulata giornaliera sul lungo termine[5]
Settimane 4-8:
- Lunedì: Endurance
- Mercoledì: Ipertrofia
- Venerdì: Forza

*enfasi sull'endurance muscolare.
Settimane 8-12:
- Lunedì: Ipertrofia
- Mercoledì: Forza
- Venerdì: Ipertrofia

*enfasi sull'ipertrofia muscolare.
Settimane 12-16:
- Lunedì: Forza
- Mercoledì: Endurance
- Venerdì: Forza

*enfasi sulla forza per la transizione alla potenza.
Settimane 16-20:
- Lunedì: Forza
- Mercoledì: Potenza
- Venerdì: Forza

*inizio transizione alla potenza.
Settimane 20-24:
- Lunedì: Potenza
- Mercoledì: Forza/Ipertrofia
- Venerdì: Potenza

*continuazione fasi di forza e potenza.

### Modello di periodizzazione lineare sul lungo termine[5]
Settimane 4-8: Endurance
- 3 serie × 15-20 RM
- Totale serie: 42
- Recuperi: 30-45 sec.

Settimane 8-12: Ipertrofia
- 3-4 serie × 10-12 RM
- Totale serie: 28-32
- Recuperi: 45-60 sec.

Settimane 12-16: Forza
- 3-4 serie × 6-10 RM
- Totale serie: 22-27
- Recuperi: 2-3 min.

Settimane 16-24: Potenza
- 3 serie × 3-5 RM
- Totale serie: 21
- Recuperi: 3-5 min.